# Rune Mases
Rune Mases, född 30 juni 1928 i Rättvik, Dalarna, är en svensk före detta professionell ishockeyspelare (forward) och ishockeytränare.
Mases moderklubb är Hedemora SK. Han representerade under sin spelarkarriär även Leksands IF och Gais ishockeysektion. Efter spelarkarriären blev Mases tränare och ledde bland annat Leksand till sitt första SM-guld 1969.